# Nesovinsonia vinsoni
Nesovinsonia vinsoni är en skalbaggsart som beskrevs av Renaud Maurice Adrien Paulian 1939. Nesovinsonia vinsoni ingår i släktet Nesovinsonia och familjen bladhorningar. Inga underarter finns listade i Catalogue of Life.